# کلارویو (اکلاهما)
کلارویو(به انگلیسی: Clearview) شهری در ایالت اکلاهما کشور ایالات متحده آمریکا است که جمعیت آن در سرشماری سال ۲۰۱۰ میلادی، ۴۸ نفر بوده‌است.